# Unione Sportiva Livorno 1961-1962
Questa voce raccoglie le informazioni riguardanti l'Unione Sportiva Livorno nelle competizioni ufficiali della stagione 1961-1962.

## Stagione
Nella stagione 1961-1962 il vero problema del Livorno è il gol. 
Il Presidente Ardisson ha costruito una buona squadra da lotta promozione, arriverà invece una tredicesima posizione. 
Da segnalare il ritorno di Mauro Lessi destinato a diventare l'alfiere di tutti i tempi in maglia amaranto con 369 presenze, nuovo il portiere Renato Bellinelli. 
A differenza di altre stagioni sportive, stavolta il Livorno parte bene, ma già alla quarta giornata arriva il primo rovescio ad Ancona. 
In un torneo denso di derby, la strada per le toscane è più irta di pericoli, tanto che alla fine è il Cagliari a centrare l'obbiettivo e a staccare il biglietto per la Serie B. 
L'allenatore Aredio Gimona lavora bene, la squadra chiude il girone d'andata in lotta promozione, ma alla distanza si perde. Nel girone di ritorno sono raccolti solo undici punti, come sempre paga l'allenatore, ma il suo sostituto Dino Bonsanti non fa miracoli.

## Rosa
| N. |                   | Ruolo | Calciatore        |
| -- | ----------------- | ----- | ----------------- |
|    | Italia (bandiera) | D     | Gerardo Amirante  |
|    | Italia (bandiera) | C     | Bruno Baldi       |
|    | Italia (bandiera) | P     | Renato Bellinelli |
|    | Italia (bandiera) | D     | Giancarlo Bessi   |
|    | Italia (bandiera) | D     | Fausto Bozzi      |
|    | Italia (bandiera) | A     | Mario Bresolin    |
|    | Italia (bandiera) | D     | Luigi Calza       |
|    | Italia (bandiera) | A     | Roberto Cataldi   |
|    | Italia (bandiera) | D     | Viviano Coluccia  |
|    | Italia (bandiera) | A     | Paolo Corsellini  |
|    | Italia (bandiera) | C     | Gianni Fermi      |
|    | Italia (bandiera) | A     | Amedeo Gasparini  |
|    | Italia (bandiera) | P     | Pino Gimelli      |

| N. |                   | Ruolo | Calciatore       |
| -- | ----------------- | ----- | ---------------- |
|    | Italia (bandiera) | C     | Carlo Gori       |
|    | Italia (bandiera) | D     | Mauro Lessi      |
|    | Italia (bandiera) | C     | Franco Lavarello |
|    | Italia (bandiera) | C     | Giusto Lodi      |
|    | Italia (bandiera) | C     | Franco Mantovani |
|    | Italia (bandiera) | D     | Pietro Mazzoni   |
|    | Italia (bandiera) | C     | Enrico Mazzucchi |
|    | Italia (bandiera) | D     | Luigi Nieto      |
|    | Italia (bandiera) | C     | Alberto Novelli  |
|    | Italia (bandiera) | A     | Antonio Pellis   |
|    | Italia (bandiera) | C     | Piero Ribechini  |
|    | Italia (bandiera) | A     | Corrado Teneggi  |
|    | Italia (bandiera) | D     | Fulvio Varglien  |

## Risultati

### Serie C - girone B

#### Girone di andata
| Arbitro: | Donato (Civitavecchia) |

|             |           |  |
| Bresolin 5’ | Marcatori |  |

| Arbitro: | Cadel (Mestre) |

|  |           |                         |
|  | Marcatori | 45’ Fermi 75’ Mantovani |

| Livorno 8 ottobre 1961 3ª giornata | Livorno       | 0 – 0 | Cesena | Stadio Comunale\| Arbitro: \| Negri (Monza) \| |
| Arbitro:                           | Negri (Monza) |       |        |                                                |

| Arbitro: | Trezza (Verona) |

|                                                     |           |                        |
| Faccani 15’, 73’ Miserocchi 38’ Rambotti 66’ (rig.) | Marcatori | 48’ Mantovani 88’ Lodi |

| Arbitro: | Marengo (Chiavari) |

|                      |           |  |
| Mantovani 37’ (rig.) | Marcatori |  |

| Arbitro: | Ciferri (Roma) |

|            |           |           |
| Mungai 19’ | Marcatori | 88’ Calza |

| Arbitro: | Acernese (Roma) |

|          |           |  |
| Lepri 1’ | Marcatori |  |

| Arbitro: | Gandiolo (Alessandria) |

|                                   |           |  |
| Corsellini 47’, 61’ Mantovani 63’ | Marcatori |  |

| Arbitro: | Smorto (Reggio Calabria) |

|                                    |           |             |
| Rosito 12’ Savoia 28’ Brognoli 88’ | Marcatori | 37’ Novelli |

| Arbitro: | Sanguineti (Chiavari) |

|             |           |  |
| Novelli 61’ | Marcatori |  |

| Arbitro: | Baldassarre (Udine) |

|              |           |             |
| Perversi 26’ | Marcatori | 44’ Teneggi |

| Arbitro: | Di Maio (Palermo) |

|                          |           |  |
| Teneggi 2’ Lodi 54’, 79’ | Marcatori |  |

| La Spezia 17 dicembre 1961 13ª giornata | Spezia            | 0 – 0 | Livorno | Stadio Alberto Picco\| Arbitro: \| Palazzo (Palermo) \| |
| Arbitro:                                | Palazzo (Palermo) |       |         |                                                         |

| Arbitro: | Pignatta (Torino) |

|                      |           |              |
| Zecchini 1’, 9’, 82’ | Marcatori | 56’ Varglien |

| Arbitro: | Bernardis (Trieste) |

|                                 |           |  |
| Fermi 16’ (rig.) Corsellini 43’ | Marcatori |  |

| Arbitro: | Gonella (Asti) |

|                                  |           |             |
| Cavazzoni 56’, 81’ Magherini 72’ | Marcatori | 51’ Teneggi |

| Arbitro: | Prandstraller (Mestre) |

|                                 |           |  |
| Teneggi 80’, 82’ Corsellini 87’ | Marcatori |  |

#### Girone di ritorno
| Arbitro: | Magrini (Venezia) |

|                 |           |  |
| Balestrieri 19’ | Marcatori |  |

| Arbitro: | Paciello (Foggia) |

|                            |           |             |
| Novelli 34’ Corsellini 62’ | Marcatori | 57’ Gareffa |

| Arbitro: | D'Auria (Salerno) |

|                       |           |           |
| Colombo 69’ Rossi 85’ | Marcatori | 67’ Baldi |

| Arbitro: | Rimoldi (Milano) |

|             |           |  |
| Novelli 59’ | Marcatori |  |

| Arbitro: | De Angelis (Bussi) |

|               |           |  |
| Gagliardi 68’ | Marcatori |  |

| Livorno 4 marzo 1962 23ª giornata | Livorno           | 0 – 0 | Pisa | Stadio Comunale\| Arbitro: \| Palazzo (Palermo) \| |
| Arbitro:                          | Palazzo (Palermo) |       |      |                                                    |

| Arbitro: | Fiduccia (Marsala) |

|  |           |                      |
|  | Marcatori | 13’ Milani 89’ Lepri |

| Siena 25 marzo 1962 25ª giornata | Siena              | 0 – 0 | Livorno | Stadio del Rastrello\| Arbitro: \| Marengo (Chiavari) \| |
| Arbitro:                         | Marengo (Chiavari) |       |         |                                                          |

| Arbitro: | Orlando (Bergamo) |

|  |           |                |
|  | Marcatori | 28’ Taffarello |

| Arbitro: | Paciello (Foggia) |

|                               |           |  |
| Taddei 38’ Redegalli 58’, 68’ | Marcatori |  |

| Arbitro: | Lojacono (Palermo) |

|           |           |             |
| Pellis 2’ | Marcatori | 57’ Natteri |

| Arbitro: | Gussoni (Tradate) |

|           |           |            |
| Nenci 12’ | Marcatori | 53’ Pellis |

| Arbitro: | Zanchi (Mestre) |

|                            |           |                                |
| Mantovani 39’ Varglien 48’ | Marcatori | 20’ (aut.) Coluccia 29’ Angeli |

| Arbitro: | Schinetti (Brescia) |

|                |           |             |
| Corsellini 40’ | Marcatori | 27’ Magrini |

| Arbitro: | Agrò (Palermo) |

|                                      |           |  |
| Di Paola 40’ Bacci 79’ Barchiesi 86’ | Marcatori |  |

| Arbitro: | Cruciani (Terni) |

|                         |           |                                          |
| Ribechini 48’ Baldi 77’ | Marcatori | 21’ Tellini 25’, 55’ Meroi 30’ Cavazzoni |

| Forlì 3 giugno 1962 34ª giornata | Forlì           | 0 – 0 | Livorno | Stadio Tullo Morgagni\| Arbitro: \| Bassan (Rovigo) \| |
| Arbitro:                         | Bassan (Rovigo) |       |         |                                                        |